# ترازو

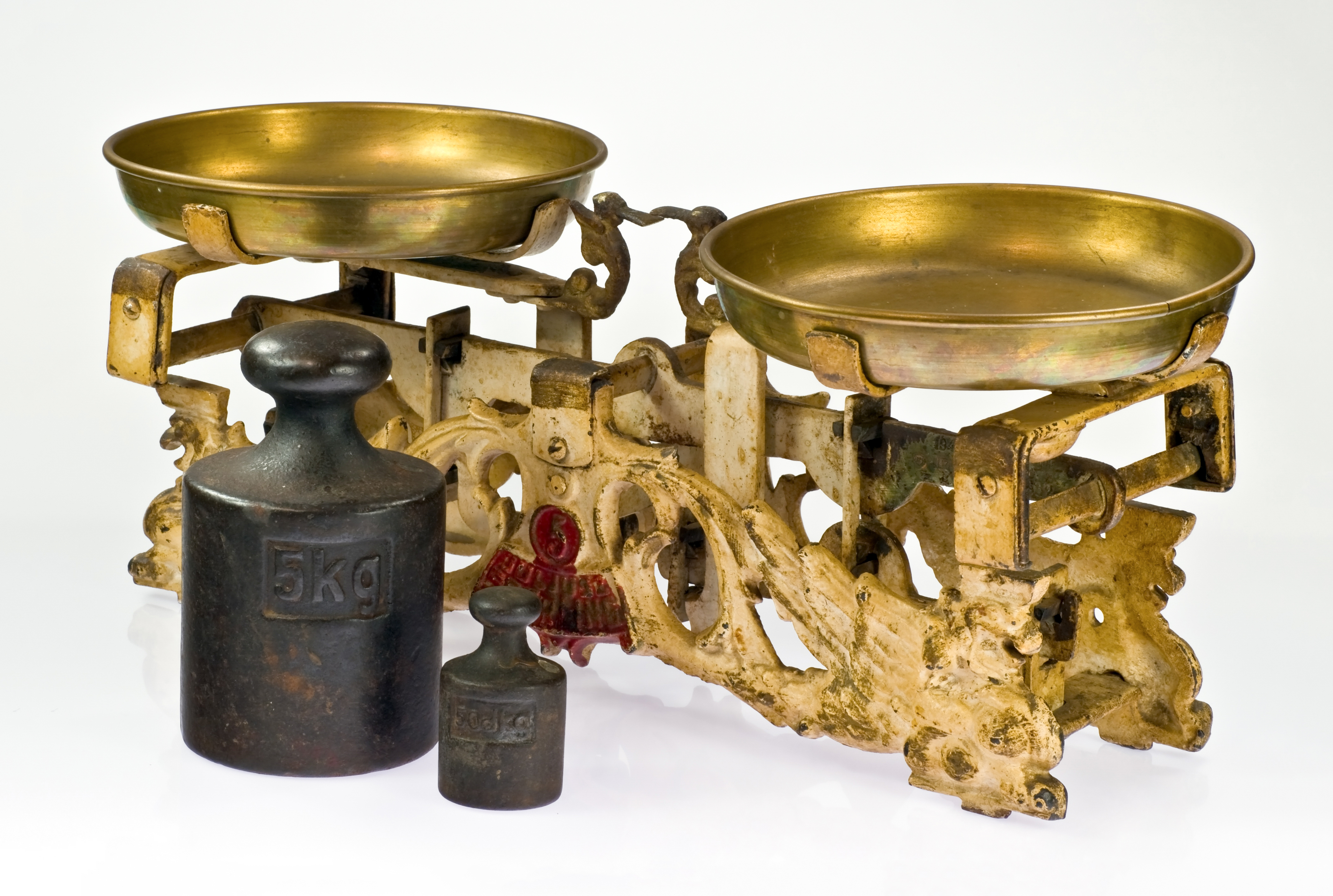
یک ترازوی دوکفه‌ای

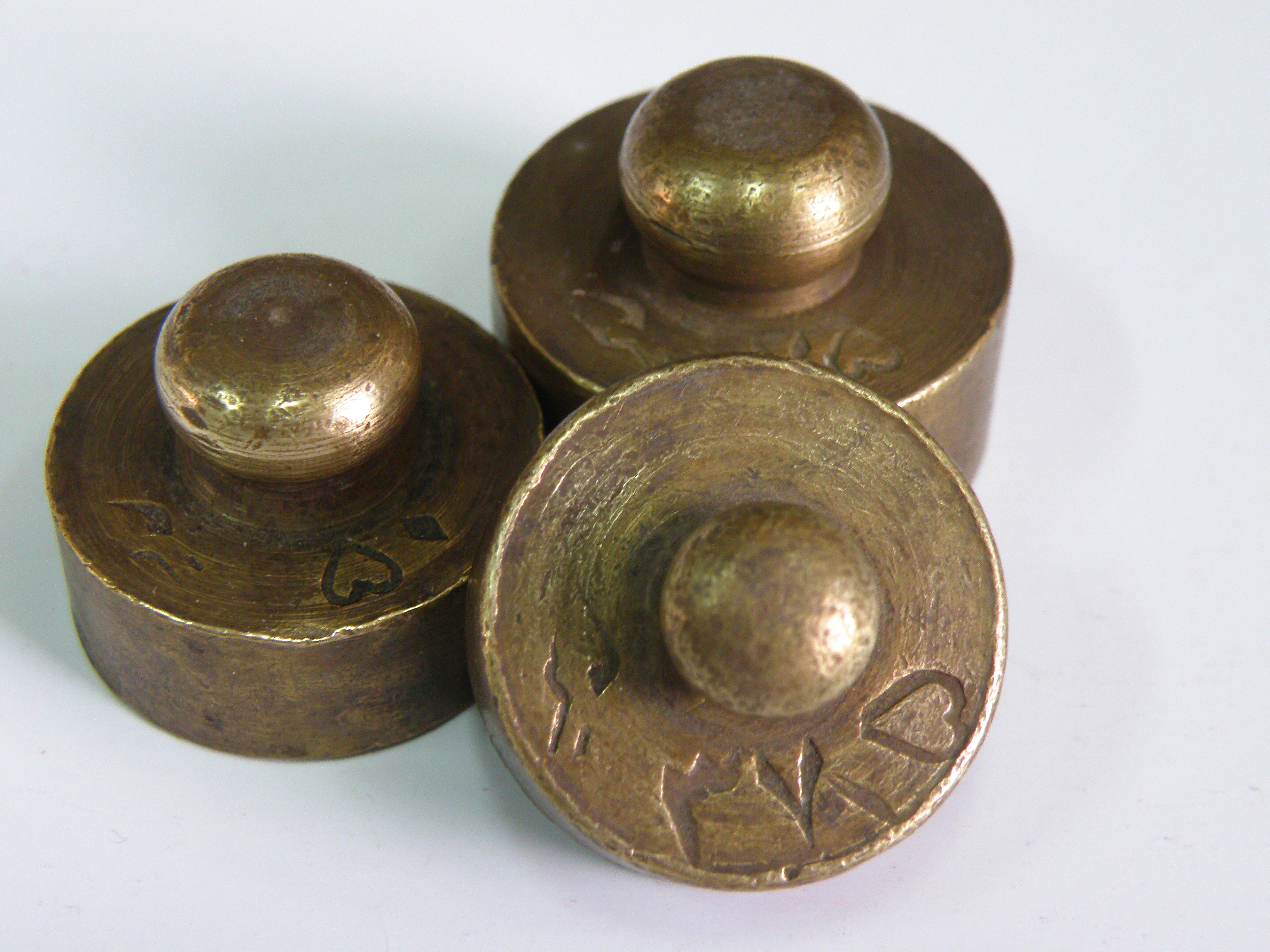
سنگ ترازو بر حسب گرم

تَرازو؛ که میزان یا وزن‌سنج و جرم‌سنج نیز خوانده می‌شود، ابزاری است که برای سنجش مقدار (سنگینی) اجسام و انسان‌ها از آن استفاده می‌شود. ترازوهای سنتی معمولاً از خاصیت اهرم و دو کفه و یک عقربه میزان به نام شاهین تشکیل شده‌اند. برای سنجش وزن/جرم هر جسم از برابری آن با وزنه‌هایی پیش‌ساخته که بر اساس واحدهای وزنی اعم از مثقال و گرم و پوند و … در دسترس هستند استفاده می‌گردد.

## واژه‌شناسی
واژه تراز در فارسی به معنی هم‌سطح بودن است و ترازو یعنی «وسیله‌ای که بااصل هم‌سطحی» کار می‌کند. این نام‌گذاری به تراز شدن شاهین ترازو بر درجهٔ میانی صفحه وزن‌نما اشاره دارد.

## نگارخانه

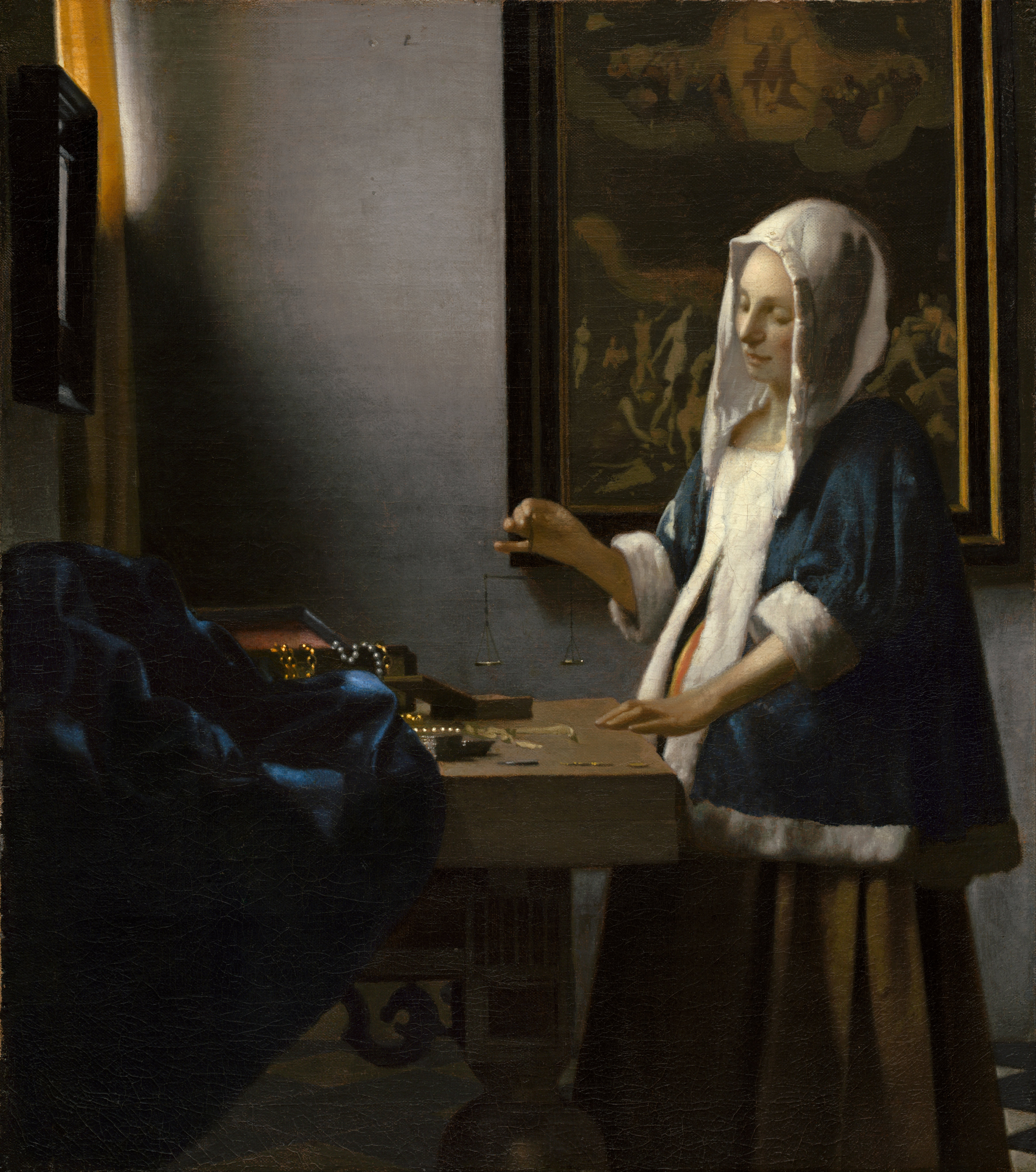
نقاشی با یک ترازو اثر یوهانس فرمیر